# Vingt-trois, trente-cinq
Vingt-trois, trente-cinq est une comédie-drame de Xavier Forneret en un acte de trente scènes, publiée à compte d'auteur en 1835 et représentée au théâtre de Dijon le 15 mars 1836. Cette pièce, caractéristique du mouvement romantique frénétique, est la seule comédie de son auteur.

## Personnages
- Ferdinand Darcy, sous le nom de Dalbois,
- Julie Darville,
- Alfred de Cussy,
- Jules Deport,
- La baronne d'Evreux,
- M. Verlant,
- Charles Fronsac,
- M. Fronsac, son oncle,
- Louise, au service de madame Darville,
- Figurants : Hommes et femmes, domestiques.

La scène se passe à Aix, en Savoie, au début du XIXe siècle.

### Édition moderne
- Xavier Forneret, Écrits complets : Volume I (1834-1876) – Théâtre, poésie, musique, Dijon, Les Presses du réel, 2013, 976 p. (ISBN 978-2-84066-487-1), édition établie par Bernadette Blandin

### Critique et analyse
- Charles Monselet, Le Roman d’un provincial, Paris, Le Figaro, 26 juillet 1859 (lire en ligne), p. 5-6
- Eldon Kaye, Xavier Forneret dit « l’homme noir » (thèse, Besançon, 1958), Genève, Droz, coll. « Histoire des idées et critique littéraire », 1971, 306 p.
- Tristan Maya, X. F. humoriste noir blanc de visage, Saint-Seine-L’Abbaye, Éditions de Saint-Seine-l’Abbaye, Jean-Paul Michaut, 1984, 200 p. (ISBN 2-86701-045-4)
- François Dominique, Forneret l'intempestif, avant-propos pour les Écrits complets, tome I, Dijon, Les Presses du Réel, 2013, 947 p. (ISBN 978-2-84066-487-1), p. 5-11
- Jacques-Rémi Dahan, L'Homme Noir et ses livres : Réflexions sur la production librariale de Xavier Forneret, en marge des Écrits complets, tome II, Dijon, Les Presses du Réel, 2013, 795 p. (ISBN 978-2-84066-488-8), p. 769-785